# پرستون بلر
پرستون بلیر (انگلیسی: Preston Blair؛ ۲۴ اکتبر ۱۹۰۸ – ۱۹ آوریل ۱۹۹۵) یک پویانما اهل ایالات متحده آمریکا بود. بلر که اهل رودلند کالفورنیا بود، کار انیمیشن خود را در اوایل دهه 1930 در استودیوی Universal زیر نظر والتر لانتز و بیل نولان آغاز کرد. او بعداً به استودیوی Screen Gems چارلز مینتز نقل مکان کرد و در اواخر دهه 1930 به استودیو دیزنی نقل مکان کرد. در دیزنی، سوژه های کوتاه کارتونی انیمیشن بلر، صحنه های میکی موس در بخش "شاگرد جادوگر" Fantasia (1940) و رقص اسب آبی تمساح در سکانس "رقص ساعات" فانتازیا. او همچنین کارهایی در فیلم های پینوکیو (1940) و بامبی (1942) والت دیزنی انجام داد.